# ǂ’Amkoe
Le ǂ’amkoe, aussi appelé ǂhoan, aussi écrit ǂhȍã, est une langue khoïsan du groupe des langues kxʼa, parlée au Botswana.

## Variétés
Le ǂ’amkoe ([ᵑǀˀām̄kòè]) est parlé dans trois régions du sud est du Botswana correspondant à ces trois dialectes,, :
- nǃaqriaxe ([ᵑǀàˤɾīāχè]), parlé dans l’ouest du district de Kweneng, à Motokwe, Khekhenye, Tswane, et Dutlwe.
- ǂhoan ([ǂʰòã̀]), parlé dans l’est du district de Kweneng, à Salajwe, Mathibatsela, et Shorilatholo.
- sasi ([sààsī], [sààsí]) ou nǃaq ([ŋ!àˤà]), parlé plus à l’est, entre le district de Kweneng et la frontière avec l’Afrique du Sud, à Dibete, Poloka, et quelques autres villages.

## Écriture
Plusieurs orthographes sont ou ont été utilisées pour l’écriture du ǂ’amkoe et ses variétés. Par exemple une orthographe basée sur l’orthographe juǀ’hoan de Patrick Dickens pour l’écriture du nǃaqriaxe. Un système de transcription développé  par Jeff Gruber pour l’étude du ǂhoan (écrit ǂhṑã ou ǂhȍã) est aussi utilisé.
| a   | e   | i   | o   | u   | an | in  | un  | a’  | i’  | o’  | u’  | aq  | oq  | b  |
| d   | dz  | g   | h   | j   | k  | kh  | l   | m   | n   | p   | q   | qh  | qx’ | s  |
| š   | t   | t’  | th  | tx  | ts | ts’ | tsh | tsx | tš  | tš’ | tšh | tšx | x   | y  |
| ǀ   | ǀ’  | gǀ  | ǀh  | ǀ’h | nǀ | ǀq  | ǀqh | ǀq’ | ǂ   | ǂ’  | gǂ  | ǂh  | ǂ’h | nǂ |
| ǂq  | ǂqh | ǂq’ | ǃ   | gǃ  | ǃh | ǃ’h | nǃ  | ǃq  | ǃqh | ǃq’ | ǁ   | ǁ’  | gǁ  | ǁh |
| ǁ’h | nǁ  | ǁq  | ǁqh | ǁq’ | ʘ  | gʘ  | ʘh  | ʘ’h | nʘ  | ʘq  | ʘqh | ʘq’ |     |    |